# James Whale
James Whale, född 22 juli 1889 i Dudley i Worcestershire, död 29 maj 1957 i Hollywood i Los Angeles, var en brittisk teater- och filmregissör. Han är idag mest hågkommen för sina skräckfilmer, såsom Frankenstein (1931), Överraskade av natten (1932) och Frankensteins brud (1934).

## Biografi

### Tidigt liv och karriär
Som ung arbetade Whale som skoreparatör. Under första världskriget fängslades han som krigsfånge i Holzminden. Under sin tid där satte han upp pjäser för fångarna och vakterna. Efter kriget misslyckades han med att få jobb som serietecknare och sökte sig istället till teatern där han arbetade i olika befattningar. Trots att han var öppet homosexuell förlovade han sig med Doris Zinkeisen 1924 men förlovningen blev inte långvarig. 1928 fick han möjligheten att regissera en uppsättning av R.C. Sheriffs pjäs om första världskriget, Männen vid fronten (Journey's End), med den då måttligt kände Laurence Olivier i huvudrollen. Pjäsen flyttade så småningom till Savoy Theatre på West End (då med Olivier ersatt av Colin Clive) och blev en stor succé. Efter tre veckor på Savoy flyttade den till Prince of Wales Theatre där den spelades i två år. Så småningom köpte Broadwayproducenten Gilbert Miller rättigheterna att sätta upp pjäsen i New York med brittiska skådespelare och Whale som regissör.

### Hollywood
Efter framgångarna på scen fick filmproducenter upp ögonen för Whale. Detta var precis vid ljudfilmens genombrott och filmproducenterna ville gärna ha regissörer som var vana vid dialog. Whale flyttade till Hollywood 1929 och skrev kontrakt med Paramount Pictures. Vid denna tid träffade han sin partner David Lewis. Efter att ha regisserat dialogen till Howard Hughes film Rymdens demoner (Hell's Angels (1930), for han till Chicago för att regissera ännu en uppsättning av Männen vid fronten. Han regisserade även filmversionen av Männen vid fronten (med samma titel, 1930) med Colin Clive i huvudrollen. Därefter tecknade han kontrakt med Universal Pictures och regisserade Natt över London (1931) med Mae Clarke. Efter det lät Unviersals chef Carl Laemmle, Jr honom välja sitt nästa projekt och Whale valde Frankenstein. Huvudrollerna spelades av Colin Clive och Mae Clarke samt den då okände Boris Karloff i rollen som monstret. Filmen var en stor succé både hos kritiker och publik. Hans nästa filmer, En läkares moral, Överraskade av natten och Kyssen framför spegeln, var mindre framgångsrika, men Den osynlige mannen (1933, efter en historia av H.G. Wells) var en succé.
Sedan regisserade han den romantiska komedin Resan till Monte Carlo (1933) och därefter dramat Över floden (1934). Denna var den första av hans filmer efter införandet av den så kallade produktionskoden och filmen hade vissa problem att bli godkänd. 1934 regisserade han till slut uppföljaren till Frankenstein, Frankensteins brud, som också blev en succé, varpå Laemmle hoppades att Whale skulle regissera Draculas dotter, men Whale ville undvika att bli stämplad som skräckfilmsregissör och lyckades istället övertala Laemmle att köpa filmrättigheterna till romanen The Hangover Murders. Så skedde och Whale regisserade mysteriekomedin med titeln Remember Last Night?. Filmen var en av Whales personliga favoriter men fick ett ljummet mottagande. Därefter regisserade han musikalen Teaterbåten, som tidigare filmats 1929 och kom att filmas åter 1951. Detta var hans sista film under Laemmles tid som chef för Unviersal.
Whale regisserade sedan krigsdramat The Road Back (1937). Den mottogs positivt vid förhandsvisningar men klipptes sedan om efter påtryckningar från Tyskland, där den ändå till slut blev förbjuden, liksom i flera andra länder efter tyska påtryckningar. Därefter försökte Whales nya chef Charles Rogers avbryta Universals kontrakt med Whale, vilket regissören vägrade. Rogers lät då Whale regissera en rad b-filmer innan kontraktet gick ut. Hans enda framgångsrika film från den tiden var Mannen med järnmasken (1939).

### Karriärens slut
Whales filmkarriär tog slut 1941. Under tiden hade hans partner David Lewis fullt upp, vilket gjorde Whale ensam och uttråkad. Han började dock måla och byggde sig en studio. Under andra världskriget regisserade han träningsfilmen Personnel Placement in the Army åt armén. 1944 återvände han till Broadway och regisserade pjäsen Hand in Glove, men den blev ingen succé. 1949 regisserade han kortfilmen Hello Out There. Han regisserade även en pjäs, Pagan in the Parlour. Innan pjäsens premiär i England var han i Paris, där han träffade och förälskade sig i bartendern Pierre Foegel. Pjäsen var tvungen att läggas ner på grund av problem med huvudrollsinnehaveren Hermione Baddeley. 
Whale återvände till USA 1952 och förhållandet med Lewis tog slut när Whale förklarade att han ämnade bjuda dit Foegel. Vänskapen mellan Whale och Lewis fortsatte dock. Lewis, som hade köpt ett hus med swimmingpool uppmuntrade Whale att anlägga en pool i sin trädgård, vilket han gjorde och började ge fester för män. Foegel flyttade in med Whale permanent 1954 efter en tid i Frankrike. 1956 fick Whale en stroke och vårdades på sjukhus för depression. När han skrevs ut från sjukhuset anställde han en manlig skötare, vilket väckte Foegels avund, och denne ersatte den manlige skötaren med en kvinnlig. Whale började så småningom drabbas av allt större humörssvängningar och bli mer beroende av andra. Till slut begick han självmord genom att dränka sig i sin pool. Hans död antogs dock vara en olycka, då hans självmordsbrev inte offentliggjordes av David Lewis förrän långt senare. 

## Eftermäle

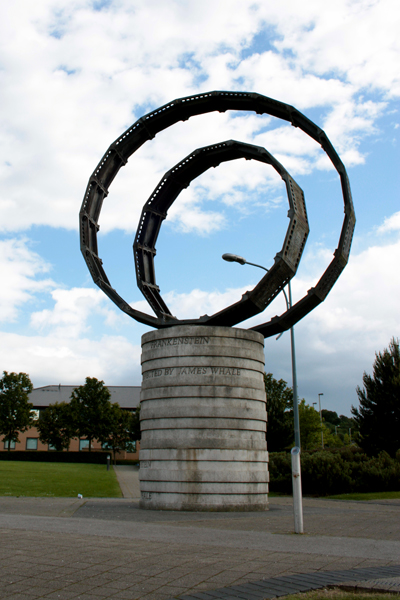
Monument för att hedra Whale, i hans hemstad Dudley i England.

Ett monument restes över Whale i hans hemstad Dudley 2002. 
Whale porträtterades av Ian McKellen i filmen Gods and Monsters (1998). McKellen nominerades för en Oscar för sin insats.

## Filmografi

### Regi
- 1930 – Männen vid fronten (Journey's End)
- 1931 – Frankenstein
- 1931 – Natt över London (Waterloo Bridge)
- 1932 – Överraskade av natten (The Old Dark House)
- 1932 – En läkares moral (Impatient Maiden)
- 1933 – Den osynlige mannen (The Invisible Man)
- 1933 – Kyssen framför spegeln (The Kiss Before the Mirror)
- 1933 – Resan till Monte Carlo (By Candlelight)
- 1934 – Över floden (One More River)
- 1935 – Frankensteins brud (The Bride of Frankenstein)
- 1935 – Remember Last Night?
- 1936 – Teaterbåten (Show Boat)
- 1937 – Vägen tillbaka (The Road Back)
- 1937 – En natt på värdshuset (The Great Garrick)
- 1938 – Katastrof i Söderhavet (Sinners in Paradise)
- 1938 – I Marseilles hamnkvarter (Port of Seven Seas)
- 1938 – Misstänkta fruar (Wives Under Suspicion)
- 1939 – Mannen med järnmasken (The Man in the Iron Mask)
- 1940 – Vit kvinna i djungeln (Green Hell)
- 1941 – They Dare Not Love